# The Scars of Ali Boulala
The Scars of Ali Boulala ist eine Filmbiografie von Max Eriksson über den schwedischen Skateboard-Star Ali Boulala, die im Juni 2021 beim Tribeca Film Festival ihre Premiere feierte und im Juni 2023 in die deutschen Kinos kam.

## Inhalt
Täglich erinnert sich der ehemalige Skateboarder Ali Boulala an den Unfall, bei dem sein Teamkollege Shane Cross starb. Bei ihm selbst hat das Unglück Narben auf Körper und Seele hinterlassen. Er besucht seine engsten Freunde aus seiner Zeit als Skateboarder.

## Biografisches

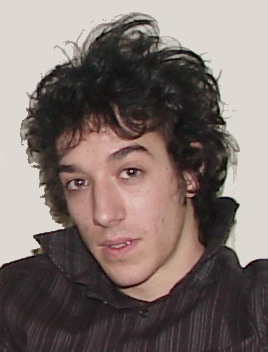
Ali Boulala

In den 1990er Jahren machte sich Ali Boulala aufgrund seines Talents in der Skateboarder-Szene einen Namen, aber auch wegen seiner exzentrischen Art. 
Im Jahr 2007 hatten Boulala und sein Teamkollege Shane Cross einen tragischen Motorradunfall. Beide waren stark berauscht, als Boulala gegen eine Wand fuhr, mit Cross hinten drauf. Während dieser sofort getötet wurde, versetzte man Boulala in ein künstliches Koma, um seine zwei lebensgefährlichen Schädelfrakturen zu stabilisieren.

## Produktion
Regie führte Max Eriksson, der gemeinsam mit Mikel Cee Karlsson auch das Drehbuch schrieb.
Neben Ali Boulala und Menschen aus seiner Familie kommen im Film andere Skateboarder wie Rune Glifberg und Arto Saari und Ewan Bowman, Dustin Dollin und Kevin „Spanky“ Long zu Wort. Der Film verwendet auch selbstgedrehte Videos, die die Skater-Szene der 1990er zeigen.
Die Premiere erfolgte am 10. Juni 2021 beim Tribeca Film Festival. Ende Januar, Anfang Februar 2022 wurde er beim Göteborg International Film Festival gezeigt. Ende März, Anfang April 2022 wurde er bei CPH:DOX, dem International Documentary Film Festival Copenhagen, vorgestellt. Ende April, Anfang Mai 2022 wurde er im Rahmen des Filmfestivals Crossing Europe gezeigt. Ende Oktober 2022 wurde er bei den Hofer Filmtagen vorgestellt. Der Kinostart in Deutschland erfolgte am 22. Juni 2023. The Scars of Ali Boulala wurde im Jahr 2023 zudem im Rahmen der SchulKinoWochen vorgestellt, so im November 2023 in Berlin.

## Rezeption

### Einsatz im Unterricht
Das Onlineportal kinofenster.de empfiehlt The Scars of Ali Boulala ab der 10. Klasse für die Unterrichtsfächer Deutsch, Englisch, Sozialkunde, Ethik und Sport und bietet Materialien zum Film für den Unterricht. Jan-Philipp Kohlmann schreibt dort, für eine Auseinandersetzung im Unterricht sollte der Film unbedingt in Gänze gesichtet werden, weil die zweiteilige Dramaturgie für die Aussage zentral sei. In Fächern wie Englisch oder Sozialkunde lasse sich auch die Sozialgeschichte des Skateboarding vermitteln. Um 2000 extrem populär geworden, sollten kritische Aspekte der damaligen Skaterszene, konkret Drogenkonsum und männliches Gruppenverhalten, am Beispiel des Films diskutiert werden.

### Auszeichnungen
Guldbagge 2023
- Nominierung als Bester Dokumentarfilm (Max Eriksson)[11]

Tribeca Film Festival 2021
- Nominierung im Documentary Competition[12]